# Église Saint-Pierre de Puy-Saint-Pierre
L'église Saint-Pierre est une église située à Puy-Saint-Pierre dans les Hautes-Alpes, en France.

## Histoire
Elle est inscrite au titre des monuments historiques depuis 1989.